# Coccus smaragdinus
Coccus smaragdinus är en insektsart som beskrevs av De Lotto 1965. Coccus smaragdinus ingår i släktet Coccus och familjen skålsköldlöss.
Artens utbredningsområde är Kenya. Inga underarter finns listade i Catalogue of Life.